# Carpatina
Carpatina este o companie îmbuteliatoare de apă minerală din România.
Din anul 1999 Carpatica a fost deținută de Petrom până în februarie 2006 când a fost vândută companiei Lipomin Lipova.
În iunie 2008, Carpatina a cumpărat firma Herculane Water din Băile Herculane, fabrica de îmbuteliat apă plată a societății, și cele două terenuri aferente, în suprafață totală de peste 7.400 de metri pătrați.
În prezent (iulie 2008), portofoliul brandului Carpatina cuprinde Carpatina Forte, Carpatina Light și Carpatina Plată.
Apa minerală naturală carbogazoasă (Forte) și apa minerală naturală ușor carbogazificată (Light) provin din sursa tradițională a brandului Carpatina, izvorul Toșorog, situat în Munții Bicazului din Piatra Neamț.
În anul 2005 compania a vândut aproximativ 38,3 milioane de litri de apă minerală.
Cifra de afaceri:
- 2005: 17,1 milioane lei (4,3 milioane euro)[3]
- 2004: 12,9 milioane euro[3]